# HD 58461
HD 58461，又名BD-13 2001，SAO 152840、HR 2832，是一颗恒星，视星等为5.78，位于銀經228.99，銀緯1.05，其B1900.0坐标为赤經7h 20m 32.7s，赤緯-13° 1.05′ 18″。